# Wolkenburg (Wuppertal)

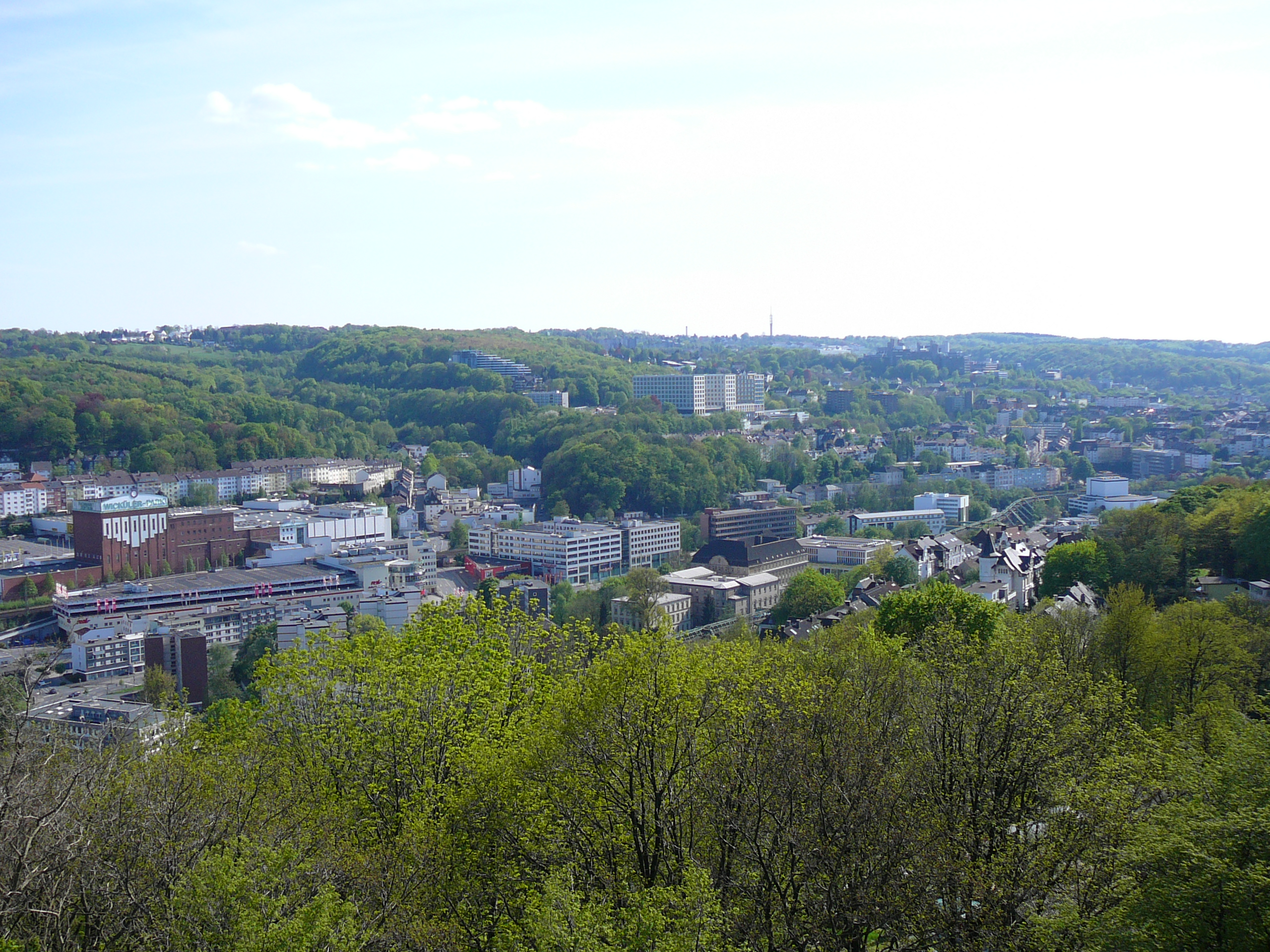
Der bewaldete Bergsporn Wolkenburg in der Bildmitte

Wolkenburg ist der Name einer Erhebung mit Bergsporn im Wohnquartier Südstadt im Wuppertaler Stadtbezirk Elberfeld zwischen der Ortslage Kluser Höhe und dem Bendahler Bachtal. Der Name wurde zudem auf eine gleichnamige Durchgangsstraße am Fuß der Erhebung übertragen, die parallel zur Bahnstrecke von Wuppertal-Elberfeld nach Dortmund trassiert ist.
Der Bergsporn fällt zu zwei Seiten steil in das Tal der Wupper und zum Bendahler Bach ab. Auf der Spornlage befindet sich der öffentliche Klophauspark, der aus dem Privatgarten der Villa des Modewarenhausbesitzers Ludwig von Lilienthal hervorgegangen ist. Die Wolkenburgtreppe führt mit 147 Stufen von der Straße hoch zur Spornlage.

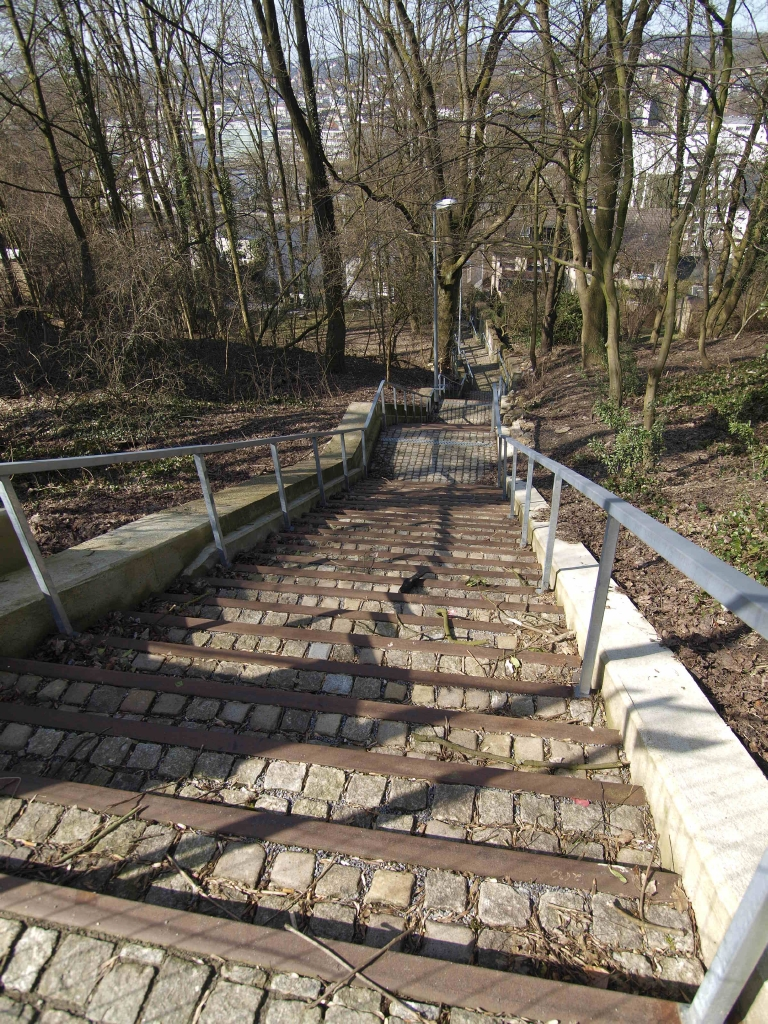
Die Wolkenburgtreppe

Die Straße Wolkenburg wurde am 19. April 1898 als Wolkenburgstraße benannt, nachdem sie zuvor als namenloser Teil der Bendahler Straße geführt wurde, in der sie auch mündet. Am 18. Januar 1901 erfolgte eine Umbenennung in Wolkenburg. 1939 wurde die Straße noch zu dessen Amtszeit nach dem  Generaldirektor der Deutschen Reichsbahn und Reichsverkehrsminister Julius Dorpmüller in Dorpmüllerstraße umbenannt. Aufgrund seiner Beteiligung an der nationalsozialistischen Regierung, seiner Unterstützung der Kriegspolitik durch Planung, Aufbau und Betrieb der bahngestützten Kriegslogistik und seiner Verantwortung für die Organisation der Deportationszüge in die Vernichtungslager wurde die Straße am 28. Mai 1984 wieder nach einem Ratsbeschluss in ihren ursprünglichen Namen Wolkenburg zurückbenannt.

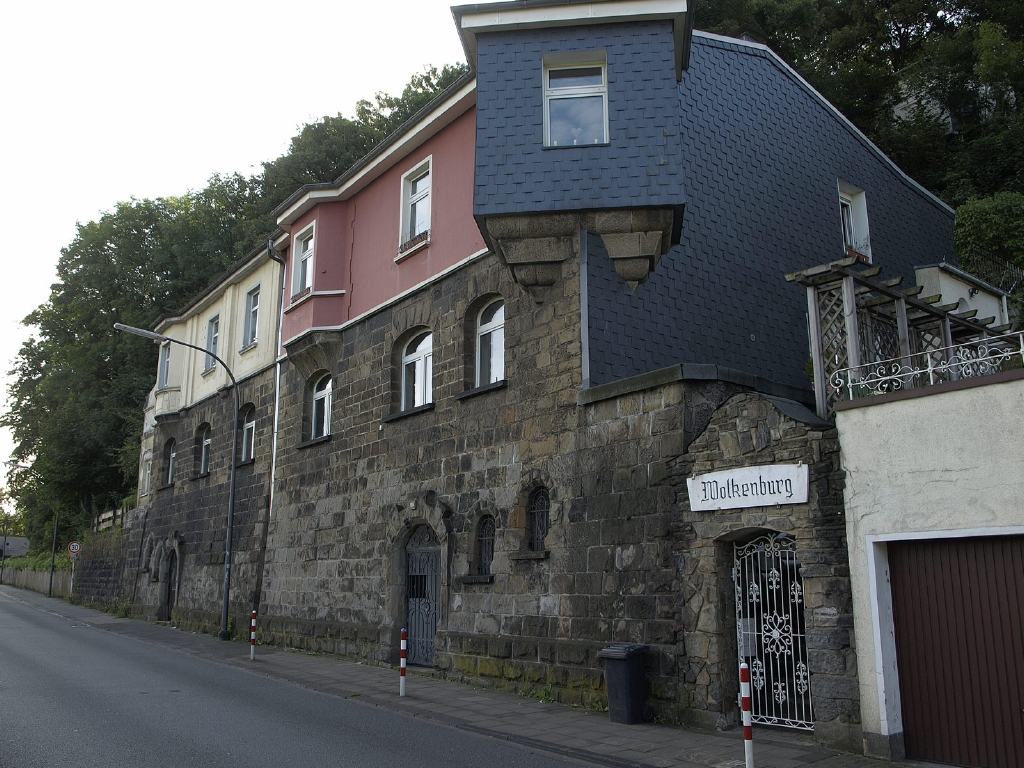
Das Haus Nr. 62 „Wolkenburg“

Die Herkunft des Namens Wolkenburg ist nicht überliefert, insbesondere ist nichts über eine mögliche Burganlage auf dem Bergsporn bekannt, der als Standort dafür sehr geeignet gewesen wäre. Laut Wolfgang Stock geht der Name auf das Gebäude Wolkenburg 62 zurück, das diesen Namen bereits zur Zeit der Straßenerstbenennung getragen haben soll. Tatsächlich ist die Bezeichnung Der Borchberg (= „Der Burgberg“) aber bereits auf der Elberfelder Gemarkenkarte des Johann von der Waye aus dem Jahr 1609 für den unbebauten Ortsbereich und die Erhebung eingezeichnet. Damit ist der Appellativ im Toponym deutlich früher als bei dem im 19. Jahrhundert errichteten Haus nachweisbar.